# Кіндрашівська сільська територіальна громада
Кіндрашівська сільська територіальна громада — територіальна громада в Україні, в Куп'янському районі Харківської області. Адміністративний центр — село Кіндрашівка.

## Географія
Площа громади — 404,9 км2, населення громади — 6155 осіб (2020)
Розташована в центрі Куп'янського району. Громада межує на півночі з Великобурлуцькою та Дворічанською громадами, на сході - Петропавлівською громадоюз, на півдні - з Куп'янською громадою, на заході — з Шевченківською громадою. 
Територія громади характеризується рівнинним рельєфом з незначними підвищеннями та балками. Поблизу села Кіндрашівка протікає пересихаючий струмок із загатами.  За 3 км розташована річка Куп'янка, а за 4 км — річка Оскіл.Переважають чорноземи, які сприяють розвитку сільського господарства.  Клімат помірно континентальний, з теплим літом та помірно холодною зимою. Через громаду  проходить автомобільна дорога Р 79 та Н 26. Від центру громади села Кіндрашівка дорогою до міста Харкова – 117 км, до райцентру міста Куп'янська – 8,5 км.

## Історія
12 червня 2020 року утворена шляхом об'єднання Кіндрашівської, Вишнівської, Грушівської, Гусинської, Моначинівської, Нечволодівської, Просянської та Смородьківської сільських рад Куп'янського району Харківської області. 
19 липня 2020 року, в результаті адміністративно - територіальної реформи та ліквідації колишнього Куп'янського району (1923— 2020), громада увійшла до складу новоутвореного Куп'янського району Харківської області. 
25 жовтня 2020 року відбулися перші вибори сільської ради та сільського голови Кіндрашівської сільської громади.
У перші дні повномасштабного вторгнення в лютому 2022 року Кіндрашівська громада була повністю окупована російськими військами. У вересні 2022 року під час Слобожанської операції Сили оборони України звільнили територію громади.
Після звільнення громада зазнала численних обстрілів. Зокрема, на початку 2024 року інтенсивність обстрілів значно зросла, армія РФ застосовувала РСЗВ, артилерію та FPV-дрони.
У травні 2024 року було оголошено евакуацію вразливих категорій населення, включаючи жінок з дітьми, літніх та хворих людей

## Населені пункти

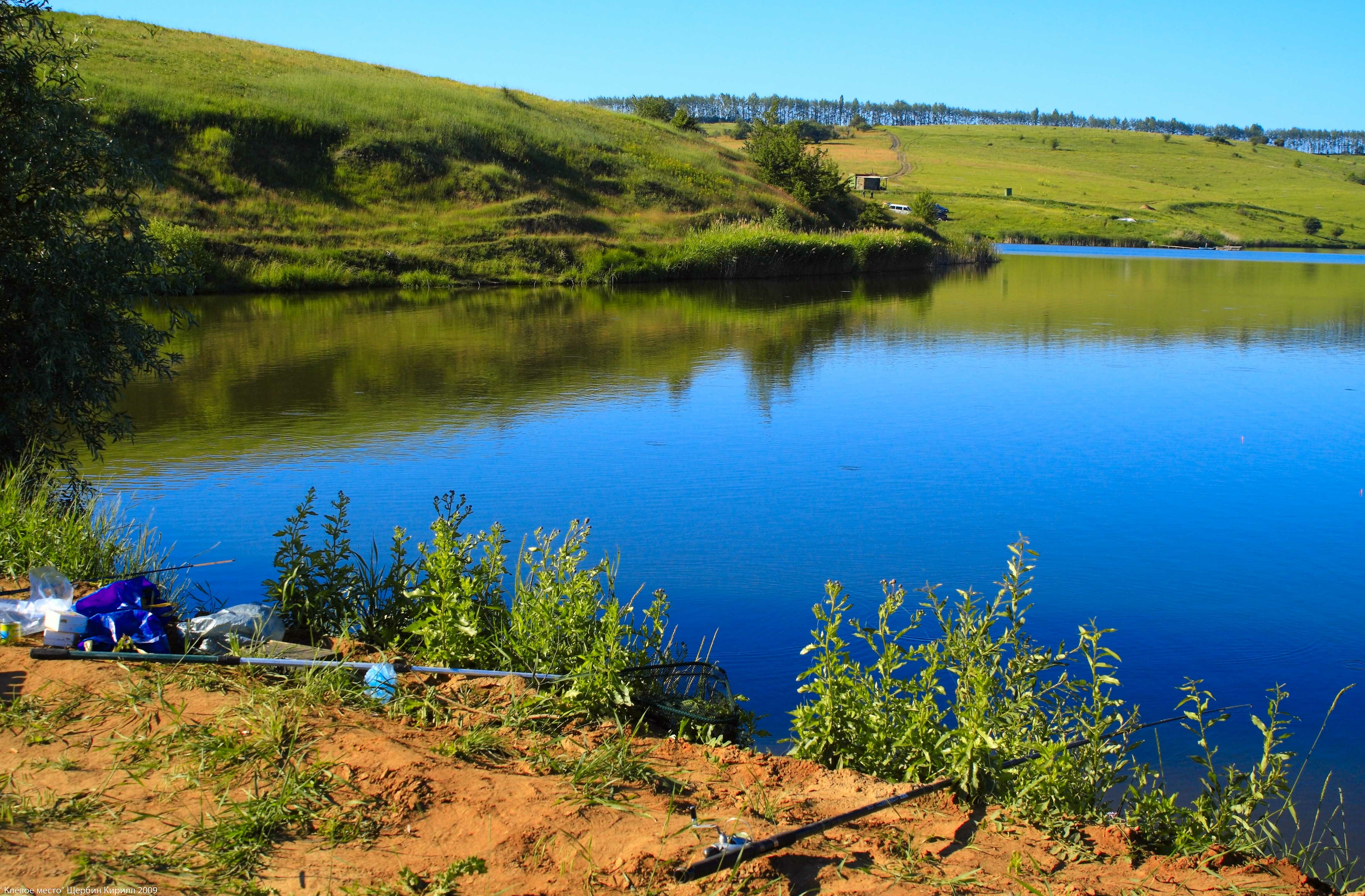
Озеро біля Кіндрашівки

До складу громади входять 32 села (Кіндрашівка, Благодатівка, Василівка (Грушівська старостинський округ), Василівка (Моначинівська старостинський округ), Велика Шапківка, Вишнівка, Вовчий Яр, Голубівка, Грушівка, Гусинка, Дорошівка, Єгорівка, Калинове, Ковалівка, Куроччине, Мала Шапківка, Миколаївка Друга, Миколаївка Перша, Мирове,  Моначинівка, Нечволодівка, Паламарівка, Прилютове, Просянка, Радьківка, Садове, Самборівка, Селище, Смородьківка, Соболівка, Тищенківка, Цибівка).

## Транспорт
Через громаду проходить автошлях Р 79 та Н 26 та дороги територіального значення.
Територією Кіндрашівської територіальної громади проходить залізнична лінія Куп'янськ — Огірцеве, яка є частиною Південної залізниці України. Ця лінія не електрифікована і має одну колію. Зі станціями в громаді — 146 км, Сніжна, Велика Шапківка, Шапківка, Моначинівка, Селище, Гусинка, 120 км. З початку російського вторгнення в Україну рух приміських поїздів через пункти зупинки громади тимчасово припинено.

## Пам'ятки
- Братські могили радянських воїнів: У багатьох селах громади, зокрема в Калиновому, встановлені братські могили та меморіали, присвячені воїнам, які загинули під час Другої світової війни.  Ці пам’ятки є місцями вшанування пам’яті загиблих та символами історичної пам’яті громади.

- Археологічні знахідки: У селі Калинове виявлено археологічні пам’ятки, що свідчать про давнє заселення цієї території.  Ці знахідки мають значення для вивчення історії регіону.